# Laurin Derr
Laurin Derr (* 19. Mai 1998) ist ein deutscher Volleyballspieler.

## Karriere
Laurin Derr spielt seit der Saison 2019/20 bei den Baden Volleys SSC Karlsruhe, mit denen er 2023 in die 1. Bundesliga aufstieg. Nach der Saison 2023/24 beendete er seine Profikarriere. Seitdem spielt Derr in der zweiten Mannschaft des SSC Karlsruhe in der 3. Liga Süd.